# Альтруизм
Альтруи́зм (лат. alter — другой, другие) — понятие, которым осмысляется активность, связанная с бескорыстной заботой о благополучии других, соотносится с понятием самоотверженность — то есть с приношением в жертву своих выгод в пользу блага другого человека, других людей или в целом — ради общего блага.
Термин «альтруизм» ввёл в научный оборот философ Огюст Конт, в его представлении альтруизм — воплощение нормы «жить ради других», движущая сила изменения человеческого общества в сторону большей гуманизации. При этом Конт ставил в оппозицию этику, в основе которой лежит альтруизм, этике христианской, по его мнению, основанной на стремлении к спасению, которое он считал проявлением эгоизма. Конт определял два вида альтруизма: присущий животным (инстинктивный альтруизм) и человеческий, развивающийся под влиянием цивилизации и становящийся врождённым. Задолго до Конта альтруизм был осмыслен и бытовал как нравственный принцип. Так Сократ считал, что основа закона нравственности, который компенсирует эгоизм индивидуума — это «не брать, а отдавать», и что стремление к служению в пользу других тем сильнее в человеке, чем выше в нём духовное начало. Как форма нравственного сознания понятие альтруизма разрабатывалось этиками Шефтсбери, А. Смитом, Д. Юмом, Лейбницем, И. Кантом, Л. Фейербахом, а также Ж.-Ж. Руссо.
Многочисленные научные определения явления альтруизма зависят от принадлежности автора, формулирующего понятие, к той или иной отрасли науки. В философии и этике явление альтруизма связывается с формой выражения нравственного требования, базирующейся на принятии присущего сообществу людей естественного расположения друг к другу. Один из основоположников социологии Э. Дюркгейм понимает альтруизм как полное поглощение индивидуума сообществом, отказ от личных устремлений, не совпадающих с его устремлениями, и полное приятие норм сообщества.
С психологической точки зрения чаще всего альтруизм определяется как осмысленное, свободное и не преследующее никаких выгод служение другим, основанное на верности, симпатии, милосердии, при этом альтруист может отказаться от своих желаний, пожертвовать своим благополучием, дойти до полного самоотречения. В психологии иногда рассматривается как просоциальное поведение или как одна из его составляющих.
В некоторых смыслах возможно противопоставление альтруизма эгоизму. Некоторые авторы разделяют альтруизм и помощь, оказанную под влиянием эмпатии, исходя из того, что эмпатическое сопереживание напрямую зависит от увеличения или уменьшения необходимости помощи другому человеку. С этой точки зрения выход из состояния волнения, редукция сострадания, вызванного эмпатией, сходен с редукцией личного переживания человека и поэтому трактуется как эгоистический импульс, а эмпатия рассматривается в качестве эгоистического мотива. Однако, согласно Мартину Хоффману, такая точка зрения упускает из виду различия между целью действия и его последствиями: чувство удовлетворения человека после совершения действия не обязательно означает, что он действовал ради переживания этого чувства. По мнению Хайнца Хекхаузена, поскольку чувство удовлетворения может возникать после осуществления любого намерения, не имеет смысла рассматривать это чувство в качестве критерия какой-либо, в том числе эгоистической, мотивации.
В христианстве альтруизм как побуждение к действию отражен в призыве Иисуса Христа «Возлюби ближнего твоего, как самого себя» (Мф. 22, 39, Мк. 12, 31, Лк. 10, 27).

## Содержание понятия
Понятие альтруизма ввёл французский философ и основатель социологии О. Конт. Он характеризует им бескорыстные побуждения человека, влекущие за собой поступки на пользу других людей. Согласно О. Конту принцип альтруизма гласит: «Живи для других». Согласно О. Конту, альтруизм противоположен, антонимичен эгоизму, и подразумевает такое поведение и активность человека, которыми он приносит другим людям больше пользы, чем требует от них приложения каких-либо затрат.
Оппозицией такому пониманию альтруизма выступают Чарли Л. Харди, Марк ван Вугт, Дэвид Миллер и Дэвид Келли, которые в своих исследованиях показали, что альтруизм и альтруистическое поведение не связаны с прямой выгодой, или с комбинациями различных выгод, но в конечном счёте, в долгосрочной перспективе создают больше преимуществ, чем было затрачено на совершение альтруистических действий.
Согласно Джонатану Сеглоу, альтруизм — это добровольный, свободный акт субъекта, который, однако не может быть осуществлён без того, чтобы совершённое альтруистическое действие не потеряло своей альтруистической природы.
Русский философ Владимир Соловьёв в работе Оправдание добра обосновывает альтруизм через жалость и считает его естественным проявлением человеческой природы (всеединства), тогда как его противоположность (эгоизм, отчуждение) является пороком. Общее правило альтруизма согласно В. С. Соловьёву может быть соотнесено с категорическим императивом И. Канта: поступай с другими так, как хочешь, чтобы они поступали с тобою.
Согласно В. С. Соловьёву, под альтруизмом понимается «нравственная солидарность с другими человеческими существами».

«Каким бы эгоистичным ни казался человек, в его природе явно заложены определённые законы, заставляющие его интересоваться судьбой других и считать их счастье необходимым для себя, хотя он сам от этого ничего не получает, за исключением удовольствия видеть это счастье.»— Адам Смит, Теория нравственных чувств, 1759
Альтруизм в обществе также может быть выгоден, так как приводит к повышению репутации. Другим преимуществом альтруизма может служить самореклама, названная израильским зоологом Амоцем Захави «эффектом потлача».
Как отмечает д-р психол. наук, проф. Н. В. Гришина, «альтруизм — это самостоятельный мотив, который отличается от других мотивов, основанных на личной выгоде; в основе его лежит любовь и бескорыстная забота о других, способность на безвозмездную жертву ради группы, потребность отдавать и чувство ответственности».

## Основные виды, формы и практики альтруизма

### Моральный и нормативный альтруизм
Моральная, нравственная сторона альтруизма может быть осмыслена через нравственный императив И. Канта. Интериоризованное человеком, то или иное понимание нравственности может стать таким внутриличностным образованием как совесть, исходя из которой, а не из стремлений к тем или иным выгодам, будет действовать человек. Таким образом, моральный/нравственный альтруизм заключается в действии в соответствии с собственной совестью.
Ещё одной формой, или одним пониманием морального альтруизма, является его осмысление в рамках представлений о правосудии или юстиции, социальные институты которых широко распространены в западных обществах. В рамках представлений о правосудии человек рассматривается как нередко готовый бескорыстно действовать за правду и её торжество в мире социальных взаимоотношений, а также против различного рода несправедливостей.
Действия в соблюдение обязательств (которые человек даёт самому себе или другому) и ожиданий (которые имеют в отношении человека другие люди) иногда рассматриваются как определённая степень альтруизма. Вместе с тем, нередко такого рода действия могут оказываться и действиями по расчёту.

### Альтруизм из симпатии и сочувствия
Альтруизм может быть связан с различного рода социальными переживаниями, в частности с симпатией, сочувствием к другому, милосердием и доброжелательностью. Альтруисты, доброжелательность которых распространяется за пределы родственных, соседских, дружеских отношений, а также отношений со знакомыми, называются также филантропами, а их деятельность — филантропией.
Кроме доброй воли и сострадания альтруистические действия нередко делаются из привязанности (к чему-то/кому-то) или общей благодарности к жизни.

### Рациональный альтруизм
Рациональный альтруизм — это балансирование (а также попытка его осмыслить) между своими интересами и интересами другого человека и других людей.
Выделяется несколько направлений рационализации альтруизма:
- Альтруизм как мудрость (пруденция) (через моральное право (чувство «вправе») и добрые дела может быть оправдан разумный эгоизм (Кристоф Лумер)[19].
- Альтруизм как взаимный (реципрокный) обмен. Рациональность взаимного обмена очевидна: действие, основанное на нормах взаимности (справедливость, честность), ориентированы на точный учёт произведённых усилий и их компенсацию. Скорее, речь идет о предотвращении использования альтруистов эгоистами, таким образом, чтобы процесс обмена мог быть продолжен. Взаимность является средством для предотвращения эксплуатации.
- Альтруизм как обобщённый обмен. Обобщенные системы обмена характеризуются тем, что они основаны на усилиях, прилагаемых в одностороннем порядке без прямой компенсации. Любой может оказаться получателем выгоды (от альтруистического действия) или тем, кто это действие совершает. Рациональность обобщенного обмена состоит в том, что каждый, кто нуждается в помощи, может получить её, но не прямо от кого-то, но косвенно; важную роль здесь играют отношения доверия между людьми.
- Рациональный баланс собственных и чужих интересов (например, теория рациональных/социальных решений Говарда Марголиса)[20].
- Парето-альтруизм. Согласно итальянскому экономисту и социологу Вильфредо Парето, его известному распределению, «20 % причин порождают 80 % последствий», альтруистические действия возможны и не требуют привнесения никаких жертв в выгодах. Есть множество действий (в том числе — эгоистических), от совершения которых ни от кого не требуется никаких жертв и не приносит никому никакого вреда. Такие действия могут быть причислены к альтруистическим актам.
- Утилитарное понимание альтруизма. Альтруистический акт рассматривается как основанный на максимизации какого-либо общего блага, в том числе посредством привлечения других людей для этого. Пример: у человека есть некоторая сумма денег и он хочет её пожертвовать на развитие некой территории. Он находит какую-нибудь организацию, работающую с этой территорией и жертвует ей деньги, надеясь что в ней они потратятся нужным образом. Вместе с тем, как следует из примера, такое, утилитарное понимание альтруизма может приводить к предвзятости и преследованию определённых собственных интересов.

### Социальная психология альтруизма и альтруистическое поведение
С развитием эмпирических психологических исследований такие нечёткие понятия как альтруизм, полезность, постепенно заменяются на более употребительный термин «просоциальное поведение».
Существуют половые различия в альтруистическом поведении: женщины, как правило, показывают более долгосрочное просоциальное поведение (например, забота о близких). Для мужчины более вероятны уникальные «подвиги» (например, при пожаре), в которых нередко нарушаются конкретные социальные нормы.
Есть также исследования из области эволюционной психологии, в которых показано, что люди выживают за счёт сотрудничества и нормальной взаимности. Как выразился Герберт Саймон, просоциальное поведение имеет преимущество в ситуации естественного отбора/эволюции, и в некотором смысле, альтруизм может рассматриваться как генетически заложенная в человеке программа.
Согласно социально-психологическим исследованиям альтруистического поведения, важную роль в нём играет личная ответственность человека. Принятие решений требует принятия на себя ответственности за эти решения. Если решение принимается группой людей, то ответственность за него распределяется по членам группы, снижая личную ответственность каждого из них. Как пишет Дмитрий Алексеевич Леонтьев, ссылаясь на исследования социальных психологов, описанные в книге Ли Росса и Ричарда Нисбета: «если что-то произошло, если вам стало плохо, нужна помощь, а вокруг идут люди, не останавливаясь, нельзя звать на помощь просто, ни к кому не обращаясь. Выберите любого человека, смотрите на него и обращайтесь лично к нему и вероятность того, что к вам придут на помощь, возрастёт в несколько раз».
Левые политические учения, ставящие своей целью общество, построенном на взаимопомощи вместо конкуренции, могут апеллировать к альтруизму как поведенческой установке. Альтруизм, наблюдаемый у животных и примитивных человеческих обществ, приводится в качестве аргументов в пользу левой политики в книгах Петра Кропоткина «Взаимопомощь как фактор эволюции» и Питера Сингера «Дарвиновская левая» (A Darwinian Left).
Биолог А. Марков отмечает:

Среди детей есть около 5% добряков, беззаветных альтруистов, которые всегда заботятся о других, и доля таких детей не меняется с возрастом. Есть «вредины», которые пытаются все отобрать у других и никому ничего не дают. Их число снижается с возрастом. И есть «любители справедливости», которые стараются все поделить поровну, и доля таких детей стремительно растет с возрастом.
Эти результаты заставляют задуматься. Какую роль играют в нашем обществе 5% добряков, не они ли дают нам моральные ориентиры, не на них ли держится мир? А если так, почему их всего 5%? Может быть, потому, что излишнее размножение беззаветных альтруистов создает слишком благоприятную среду для эгоистов, которые будут паразитировать на чужой доброте.

### Другие разновидности
В общем понятии альтруизма выделяют отдельные понятия, описывающие некоторые специфические виды альтруизма. Например:
- Кин-отбор
- Взаимный альтруизм
- Альтруизм у животных
- Самопожертвование
- Эффективный альтруизм

## Научные взгляды

### С точки зренияантропологии
Марсе́ль Мосс в книге «Подарок» кратко описал эволюцию понятия милостыни (позднее развившегося в понятие альтруизма) из понятия жертвы:

Милостыня является плодом, с одной стороны, морального понятия подарка, с другой — понятия жертвы. Великодушие является обязательством, потому что Немезида мстит изобилию богатства благополучных людей за бедняков и богов, и богатые должны избавляться от него. Это древняя мораль подарка, который стал принципом справедливости.

### Эволюционные объяснения
В этологии и, в более общем плане, в исследовании социальной эволюции, альтруизм относится к поведению человека, которое увеличивает приспособленность того, для кого был совершён акт альтруизма, и уменьшает приспособленность самого человека. Таким образом биологическое определение альтруизма отличается от философского.
Существует теория, согласно которой альтруизм у людей развился под влиянием частых межгрупповых конфликтов, так как в условиях постоянной борьбы с соседями сочетание внутригруппового альтруизма с парохиализмом (англ. Parochialism) (враждебностью к чужакам) обеспечивает наибольшие шансы на успешное размножение каждого индивидуума.